# Princeville
Princeville [pʁinsvil] est une ville canadienne du Québec située dans la municipalité régionale de comté de l'Érable, d'où le nom fait référence au sirop d'érable fabriqué à partir de la sève de l'érable, et dans la région administrative du Centre-du-Québec. La ville est traversée par deux axes routiers principaux : les routes 116 et 263.

## Toponymie
Le nom de « Princeville » lui est donné en mémoire de Monsieur Pierre Prince qui fut l'un des premiers et courageux colons de ce temps. Il céda pour une minime somme d'argent, un terrain de huit arpents et demi pour la construction de l'église et d'une maison d'école. Ses habitants sont les Princevillois et les Princevilloises.

## Histoire

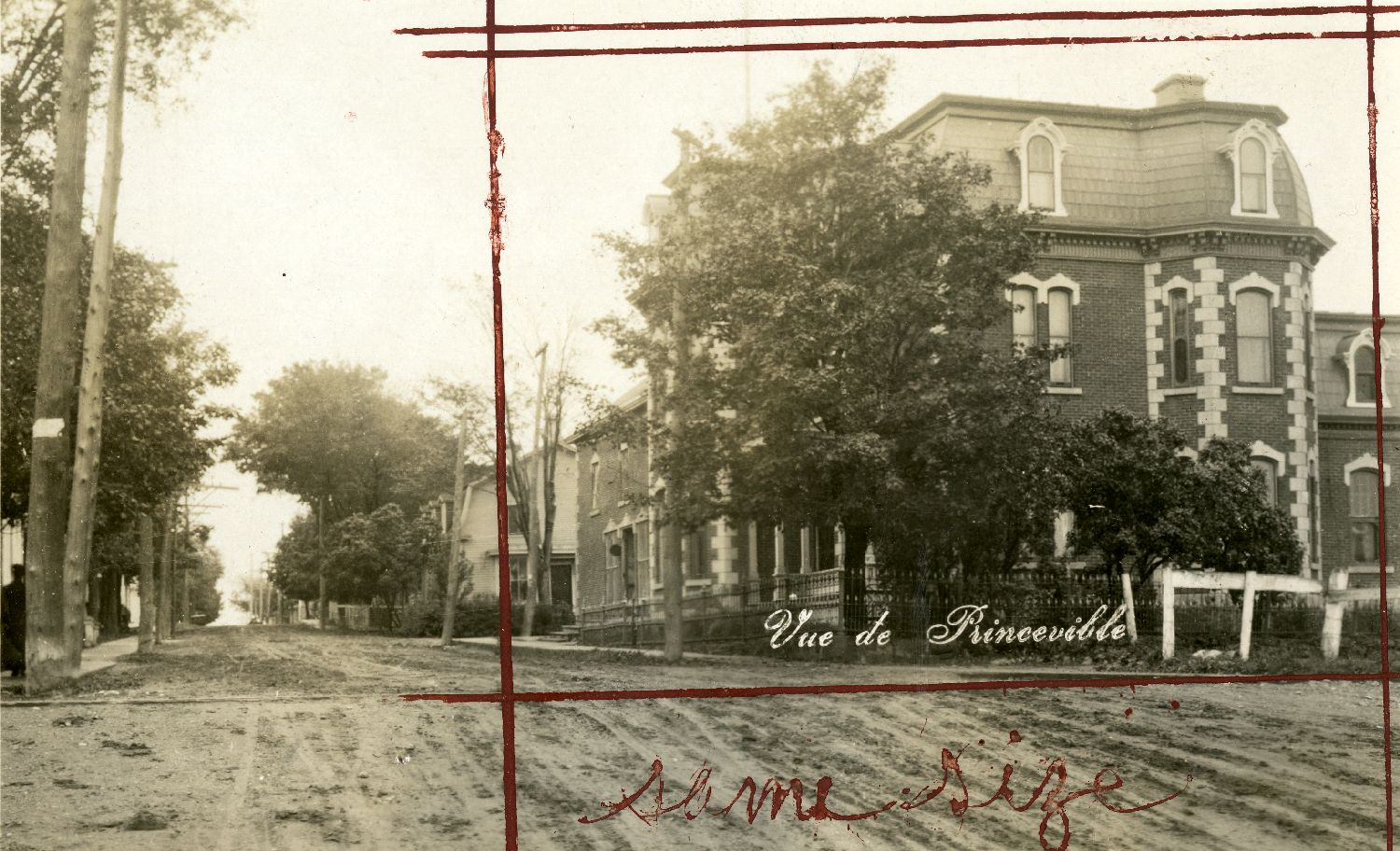
Vue de Princeville vers 1930.

Le Canton de Stanfold (Princeville) fut érigé le 9 juillet 1807 et Monsieur Édouard Leclerc s'installait sur le 6e lot du rang 12 de Princeville. Un monument a été érigé en son honneur sur le 12e rang Est. Stanfold connaissait pour la première fois de son histoire, une division par la constitution du village de Princeville en 1856, à ce moment deux entités légales municipales cohabitaient dans le même environnement.
Le 23 février 2000, les municipalités de la ville et de la paroisse de Princeville se regroupaient pour n'en former qu'une seule appelée « ville de Princeville ».

## Géographie

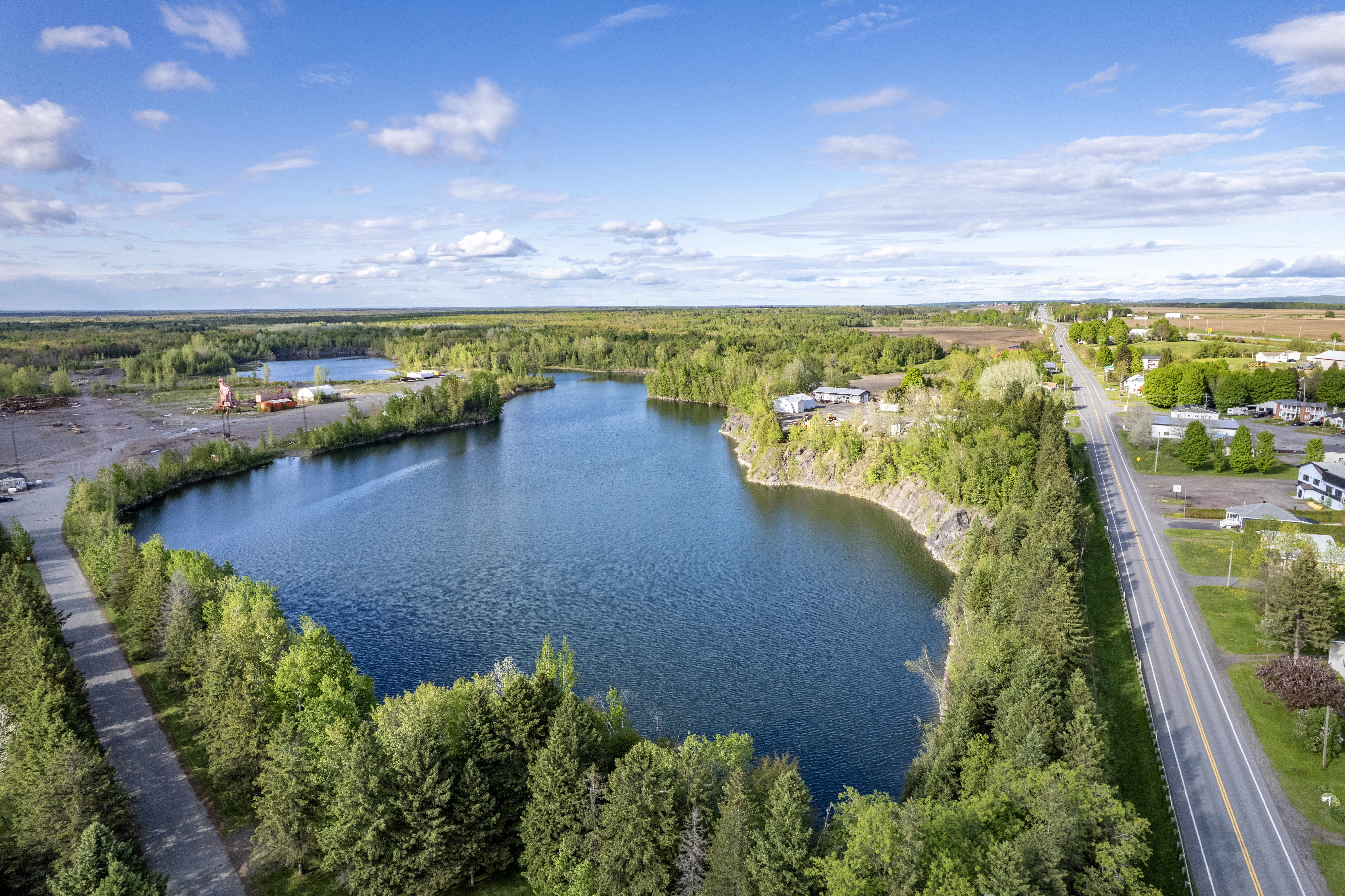
Ancienne carrière noyée à Princeville.

La rivière Bécancour délimite le nord de la municipalité en coulant vers le sud-ouest.
La rivière Bourbon en traverse le nord-est en coulant vers le nord-ouest jusqu'à sa confluence avec la rivière Bécancour.
La rivière Blanche en traverse le centre-nord d'ouest en est.
La rivière Bulstrode traverse le sud en coulant vers le ouest où elle délimite le sud-ouest de la municipalité.
À partir de son crénon, dans le sud-ouest, la rivière Noire coule vers l'ouest.

## Démographie

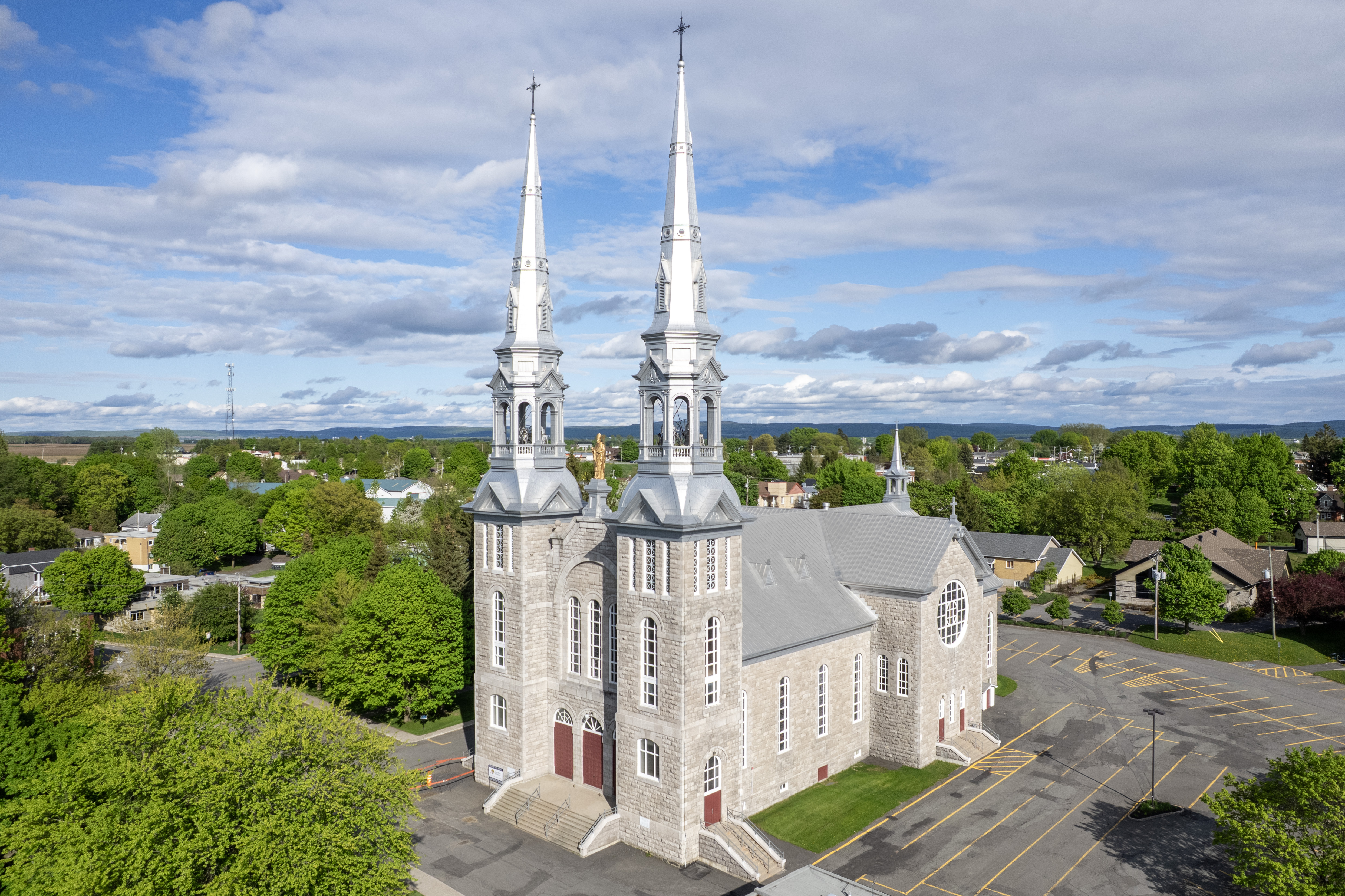
Église Saint-Eusèbe de Princeville.

En 2021, le recensement canadien indique que la population a augmenté de 3,6% depuis 2016 en atteignant 6218 habitants pour une moyenne d'âge de 41,4 ans. En 2024, la ville de Princeville compte 6460 habitants, ce qui marque une augmentation de 126 personnes de plus que l'année précédente.
| 1871 | 1881 | 1891 | 1901 | 1911 | 1921 | 1931 | 1941  |
| ---- | ---- | ---- | ---- | ---- | ---- | ---- | ----- |
| 511  | 699  | 837  | 742  | 752  | 869  | 980  | 1 145 |

| 1951  | 1956  | 1961  | 1966  | 1971  | 1976  | 1981  | 1986  |
| ----- | ----- | ----- | ----- | ----- | ----- | ----- | ----- |
| 1 967 | 2 841 | 3 174 | 3 589 | 3 829 | 3 852 | 4 023 | 3 905 |

| 1991  | 1996  | 2001  | 2006  | 2011  | 2016  | 2021  | - |
| ----- | ----- | ----- | ----- | ----- | ----- | ----- | - |
| 3 914 | 3 997 | 5 703 | 5 571 | 5 693 | 6 001 | 6 218 | - |

## Administration
Les élections municipales se font en bloc et suivant un découpage de six districts.
| Princeville Maires depuis 2001                                                                                       |                |         |          |
| Élection | Maire          | Qualité | Résultat |
| 2005 | Gilles Fortier |         | Voir     |
| 2009 | Gilles Fortier | Voir    |          |
| 2013 | Gilles Fortier | Voir    |          |
| 2017 | Gilles Fortier | Voir    |          |
| 2021 | Gilles Fortier | Voir    |          |
| Élection partielle en italique Depuis 2005, les élections sont simultanées dans toutes les municipalités québécoises |                |         |          |

## Économie

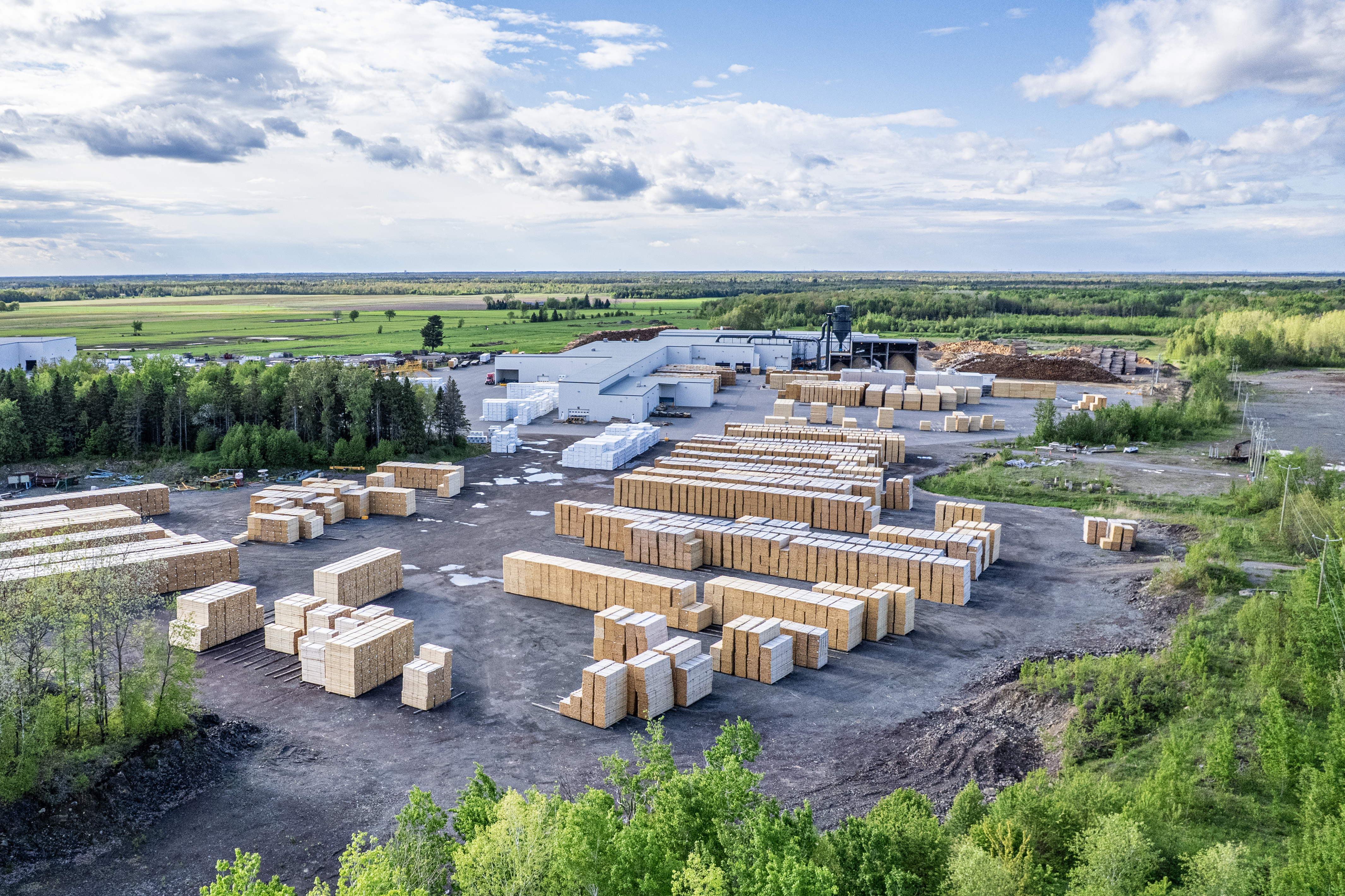
Une scierie située à Princeville.

Princeville est principalement caractérisée par ses nombreuses usines (dont celles de Princecraft), ses fermes, ses terrains de golf et de camping et par son entrepreneuriat.

## Infrastructure
Princeville possède de nombreuses infrastructures de loisirs tels qu'une patinoire intérieure, un centre aquatique, deux terrains de camping, trois terrains de golf, des restaurants, un complexe d'hébergement avec services, une salle de quilles, un parc linéaire où l'on peut pratiquer la bicyclette et la motoneige.

## Culture

### Événements

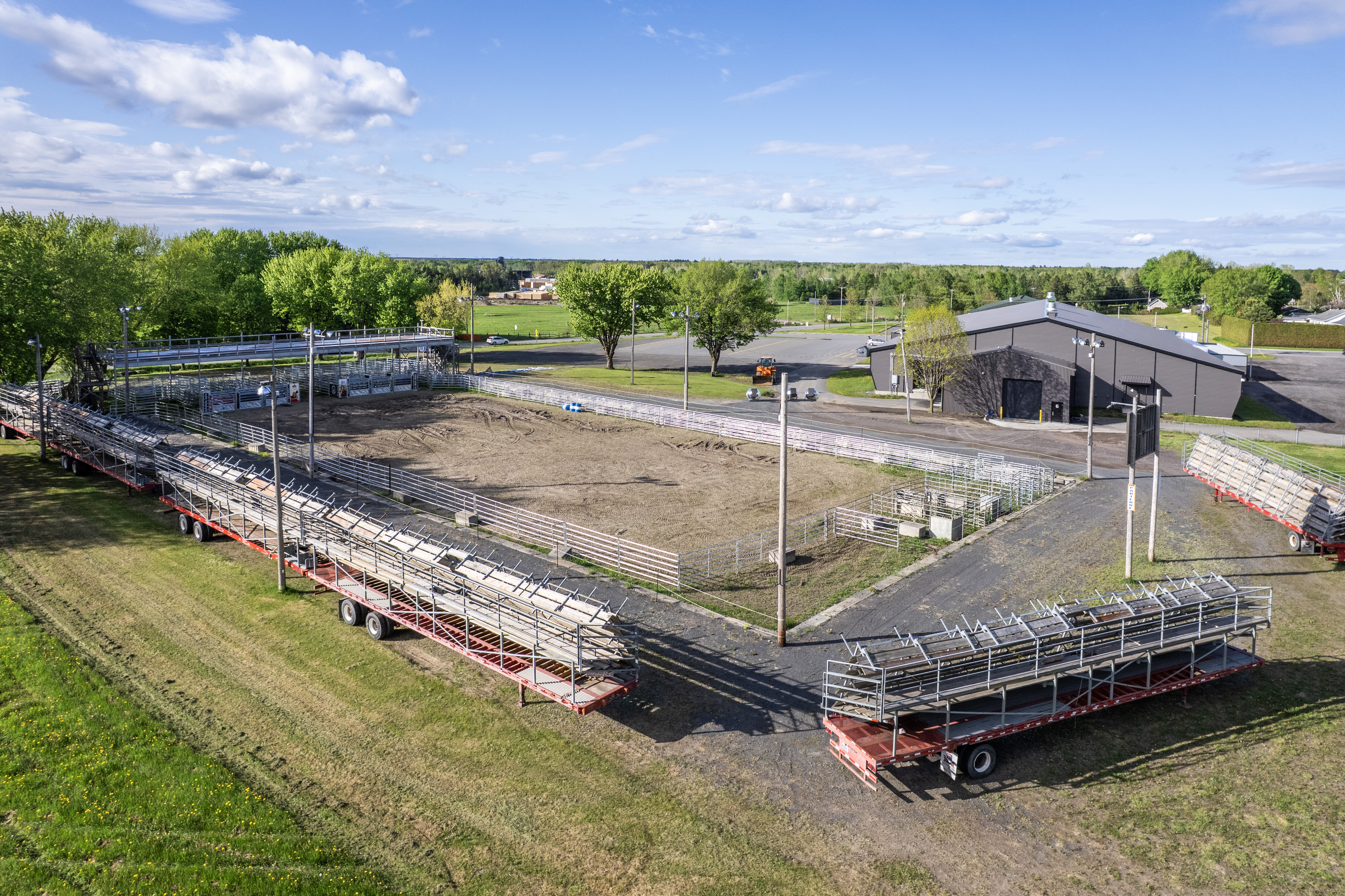
Site du Festival du Cheval.

Chaque année, Princeville organise le Festival du Cheval. La ville en est à sa 23e édition. De plus, la ville organise aussi la Foire Bières, Bouffe et Culture, qui se déroule vers la fin de l'été de chaque année.

### Gastronomie
Le fromage Les Trois Princes est fabriqué à la fromagerie Madame Chèvre de Princeville. C'est un fromage de lait de chèvre, à pâte molle et enrobé de cendres.

## Personnalités liées
- Jacques Baril (né en 1942), Député d'Arthabaska de 1976 à 1985 et de 1989 à 2003 et Ministre délégué
- Mélodie Vachon Boucher (née en 1982), autrice de bande dessinée
- Claude Cormier (1960-2023), architecte paysagiste
- Claude Dénéchau (1768-1836), marchand, officier de milice, homme politique, juge de paix et fonctionnaire[9]
- Jean-Louis Caron (née en 1913), le dernier de trois générations d'architectes dans la famille Caron
- Romain Bruno Légaré (né en 1925), religieux
- Philippe-Napoléon Pacaud (1812-1884), notaire, commerçant et homme politique[10]